# Шубина, Татьяна Ивановна
Татьяна Ивановна Шубина (род. 1 апреля 1950, Пролетарская, Ростовская область) — российский политический деятель. Депутат Государственной Думы второго созыва (1995—1999).

## Биография
Родилась 1 апреля 1950 г.; окончила Ростовский государственный университет, юрист; перед избранием в Государственную Думу занимала должность главы администрации Пролетарского района Ростовской области.

### Депутат государственной думы
Депутат Государственной Думы от Волгодонского одномандатного избирательного округа N 143. Член Комитета ГД по бюджету, налогам, банкам и финансам